# Castello di Esslemont
Il castello di Esslemont si trova vicino a Ellon, nella contea di Aberdeenshire, nella Scozia nord orientale.

## Storia
Inizialmente, al posto del castello, c'era una fortificazione costituita da una recinzione e da un fossato. 
Del castello il riferimento più antico risale al XIV secolo quando era proprietà dalla famiglia di Mareschal (o Marischal).
Le terre di Esslemont erano state assegnate alla famiglia Marshall da Robert the Bruce; verso la fine del XIV secolo, l'ereditiera Janet Marshall sposò sir Reginald (o Francis) Cheyne di Straloch, signore di Inverugie vicino a Peterhead; i Cheynes furono molto probabilmente i costruttori della vecchia torre di Esslemont e, verso la fine del XV secolo, furono coinvolti in una faida con la famiglia Hay.
Verso la fine del XV secolo venne eretta una casa a torre nel centro del complesso. Edifici ausiliari, tra cui un birrificio, un forno e le stalle, probabilmente circondavano la struttura.
I Cheynes furono coinvolti in una faida con la famiglia Hay. Il castello fu attaccato, bruciato e distrutto dal clan degli Hays dell'Ardendracht nel 1493. La faida venne interrotta dal matrimonio di John Cheyne di Esslemont con Margaret Hay di Ardendraght. Nel 1500 a Henry (o John) Cheyne fu concessa una licenza reale per costruire una torre e un fortilizio (che, secondo Simpson (1944), non fu eretto fino al 1570-90 circa. Un documento datato 1515 descriveva Esslemont come un "fortilizio e maniero". Nel 1564 Patrick Cheyne fu fatto barone di Esslemont dalla regina Mary, regina di Scozia, che rimase qui durante la sua campagna contro il conte di Huntly.
Sembra certo che questo fortilizio fosse la vecchia torre che si trova ancora al centro del sit, probabilmente in sostituzione di un precedente maniero che potrebbe essere stato circondato dal fossato. Furono aggiunti poi il muro di cinta del fossato e le torri, permettendo così al castello di essere difeso dall'artiglieria.
La torre originale fu demolita e sostituita da un castello di artiglieria a cinque lati. Intorno al 1570 una nuova casa torre a due piani fu costruita in un angolo delle difese esistenti con una delle torri circolari della cortina muraria incorporata nella sua struttura.
L'ultimo dei Cheynes di Esslemont, John, si trovò in difficoltà finanziarie e vendette la proprietà al barone Keith di Ludquharn prima del 1607.
Il castello passò alla famiglia Errols nel 1625 ma, poiché avevano altre residenze, venne trascurato. Nel 1628 la proprietà passò ai Forbes e, nel 1653, alla famiglia Jameson di Aberdeen. Fu brevemente occupata dai Covenanti nel 1646 che però furono cacciati dalle forze filo-realiste. Non si sa quale famiglia abbia costruito la nuova casa torre, che non ha affatto caratteristiche distintive che aiutino a identificare la famiglia o la data di costruzione, ma poiché le case torri erano passate di moda dopo il periodo della guerra civile è meno probabile che siano state i Jameson o Hays.
All'inizio del XVIII secolo, tutte le terre e la baronia, compreso il castello, furono vendute a James Gordon di Ellon, che nel 1727 o nel 1728 vendette a Robert Gordon di Hallhead. La famiglia Gordons fu molto probabilmente responsabile dell'ampliamento della nuova casa torre e della vecchia torre, compreso il parziale riempimento dei fossati per consentire questi ampliamenti. La proprietà venne usata come residenza occasionale fino alla costruzione di Esslemont House nel 1769 quando venne di fatto abbandonata e cadde in rovina.

## Descrizione
Sulla scarpata del fossato circostante era stata realizzata una cinta muraria di 4 piedi di spessore, con un tallone esterno che formava uno spessore basale di 8 piedi. Agli angoli a ovest c'erano due torri rotonde del diametro di circa 19 piedi. Il fossato circostante potrebbe risalire al XIV secolo. 
Questa costruzione comprendeva tre elementi principali: un recinto medievale con fossato, una casa a torre a forma di L dell'inizio del XVI secolo e una casatorre in stile rinascimentale della fine del XVI secolo. Di conseguenza il sito racchiude le fasi principali dello sviluppo delle strutture signorili del periodo dal 1250 al 1650 circa. Il recinto con fossato misura 37 metri da Nord/Nord-est a Sud/Sud-ovest per circa 35 metri trasversalmente all'interno di un fosso di 9 metri di larghezza e 2 di profondità. Sul bordo interno del fossato è presente una cortina muraria dello spessore di 1,2 metri. Gli scavi hanno rivelato un tallone esterno al muro, suggerendo uno spessore basale di 2,4 metri, anche se questo potrebbe appartenere a una fase precedente della costruzione. Torri rotonde di circa 5,8 metri di diametro erano agli angoli, anche se ora ne sopravvivono solo tre, la quarta, a sud-est, che venne rimossa, e il fossato riempito per costruire l'ultima delle due case-torri. La prima casa a torre è allineata per rispettare gli assi del fossato, e sarebbe rimasta interamente al suo interno, fino all'aggiunta di un'ala a sud ovest.
La casatorre è un massiccio edificio che misura 16,75 metri per 12,8 lungo i due lati lunghi, con muri di 2 metri di spessore alti 1,8. Questa struttura fu rivelata negli scavi di Simpson nel 1938. La torre ha tre camere principali al piano terra. Questo include un atrio con una scala immediatamente all'interno dell'ingresso a sud. Da qui si accedeva direttamente a una stanza nel seminterrato da cui si accedeva alla cucina e un negozio. Tutte le stanze del seminterrato erano a volta e ogni stanza era illuminata da finestre a feritoia. La casa a torre in stile rinascimentale ha mura più sottili e una torretta decorativa costruita lungo la linea del fossato. La cucina è al piano seminterrato e ha un grande camino. L'accesso ai piani superiori avviene tramite una scala a chiocciola. Un ingresso al primo piano consente l'accesso a un'ala aggiuntiva di cui rimangono solo le fondamenta. L'edificio è caratteristico di una casa a torre della fine del XVI o inizio del XVII secolo. L'aggiunta dell'ala successiva alla precedente casa a torre implica che la precedente fosse ancora in uso nel XVIII secolo e che i due edifici fossero entrambi occupati contemporaneamente.